# 吉岡三平 (郷土史家)
吉岡 三平（よしおか さんぺい、1900年 - 1984年）は、岡山県出身の郷土史（誌）家。
岡山市立図書館の館長を務める傍ら、岡山県の郷土史研究に尽力し、岡山県郷土史に関する数多くの著書を執筆した。
1984年死去。

## 著書
- 『ひげだるまの家本為一』 岡山吉備文書研究会、1938年。
- 『新旧市町村名対照 一目で判る岡山県』 岡山新聞社、1955年。
- 『岡山歳時記』（岡山文庫 12） 日本文教出版、1966年。
- 『吉備の女性』（岡山文庫 22） 日本文教出版、1969年。
- 『岡山の干拓』（進昌三 共著）（岡山文庫 58） 日本文教出版、1974年。
- 『岡山事物起源』（岡山文庫 60） 日本文教出版、1974年。
- 『岡山人名事典』（吉岡三平 監修） 日本文教出版、1978年。